# Michel Gauquelin
Michel Gauquelin (13 de Novembro de 1928, Paris - 20 de Maio de 1991) foi um psicólogo e estatístico francês que realizou um controverso estudo estatístico da astrologia, chamado pelo próprio de neo-astrologia ou cosmobiologia. É considerado o primeiro estudioso a aplicar técnicas estatísticas rigorosas ao estudo da astrologia.

## Experimentos Famosos

### Experimento 1
Um dos famosos experimentos de Gauquelin foi fazer o perfil astrológico de vários leitores da revista “Ici Paris”. Ele publicou um anuncio na revista, que dizia: "Absolutamente grátis! Seu horóscopo pessoal. Um documento de dez páginas". Tudo o que os interessados tinham que fazer era enviar seu nome, endereço, data e local de nascimento pelo correio, e receberiam um horóscopo e um perfil de personalidade. Muitas das mais de 150 pessoas responderam ao "astrólogo", se dizendo impressionadas pela precisão do perfil. No total, 94% das pessoas se declararam satisfeitas e 90% disseram que seus familiares e conhecidos os reconheciam no perfil.
No entanto, todos os que responderam o anúncio tinham recebido o mesmo documento: era o perfil do famoso serial killer francês Marcel Petiot, que tinha nascido na cidade francesa de Auxerre às 03h do dia 17 de janeiro de 1897.
Como resultado deste experimento, Gauquelin comentou que “todos tendemos a ver, no horóscopo, um espelho”.

### Experimento 2
Em um outro experimento, Gauquelin pediu a astrólogos que estudassem 40 mapas atrais e separassem os 20 que correspondiam a criminosos e os 20 que correspondiam a cidadãos responsáveis. Os resultados, segundo eles, foram os mesmos de uma separação feita aleatoriamente.

### Efeito Marte
A pesquisa mais famosa de Gauquelin deu origem ao chamado Efeito Marte.
Juntamente com sua esposa, a psicóloga suíça Françoise Schneider-Gauquelin (19 de Junho de 1929), ele idealizou um experimento para pôr à prova as afirmações da astrologia. Em diversos testes, este experimento pareceu demonstrar que as afirmações dos astrólogos não correspondiam ao que realmente ocorria nas vidas das pessoas. No entanto, um de seus estudos parecia contradizer os outros resultados. Esta amostra do experimento pareceu mostrar um vínculo entre a habilidade para o esporte e a posição do planeta Marte no momento do nascimento.
Gauquelin chegou a esta conclusão ao examinar as datas de nascimento de mais de 2 mil franceses proeminentes. "No fim das contas, havia uma relação estatística cada vez mais sólida entre o momento do nascimento de grandes homens e seu sucesso profissional (...). Tendo coletado mais de 20 mil datas de nascimentos de celebridades profissionais de vários países europeus e dos Estados Unidos, tenho que chegar à conclusão inevitável de que a posição dos planetas no momento de nascer está ligada ao próprio destino. Que desafio para a mente racional!", escreveu.
Mais tarde, este experimento seria batizado de Efeito Marte, já que o resultado deste experimento vinculava o planeta Marte ao nascimento de heróis esportivos.

## Morte
Depois de um ataque de nervos, Gauquelin mandou destruir todos os seus arquivos e cometeu suicídio em 1991, aos 60 anos de idade.

## Obras Publicadas
- 1955 – L'influence des astres
- 1957 – Méthodes pour étudier la répartition des astres dans le mouvement diurne
- 1960 – Les Hommes et les Astres
- 1967 – La santé et les conditions atmosphériques
- 1974 – La Cosmopsychologie – Les astres et les tempéraments